# Campeonato Emiradense de Patinação Artística no Gelo
O Campeonato Emiradense de Patinação Artística no Gelo é uma competição nacional anual de patinação artística no gelo dos Emirados Árabes Unidos. 
A competição determina os campeões nacionais e os representantes dos Emirados Árabes Unidos em competições internacionais como Campeonato Mundial, Campeonato Mundial Júnior, Campeonato dos Quatro Continentes e os Jogos Olímpicos de Inverno.

## Edições
| Ano (Edição) | Cidade sede | S | Ref   |
| Ano (Edição) | Cidade sede | F | Ref   |
| ------------ | ----------- | - | ----- |
| 2015         |             | • | [ 1 ] |

## Lista de medalhistas

### Individual feminino
| Evento | Ouro       | Prata                     | Bronze                    |
| 2015   | Zahra Lari | nenhuma outra competidora | nenhuma outra competidora |